# Ponte Jamsu
A Ponte Jamsu (em coreano:  잠수교) é uma ponte situada sobre o rio Han, no centro de Seul, Coreia do Sul. A ponte liga os distritos de Seocho e Yongsan, e foi concluída em 1976. A estrutura fica a poucos metros acima da linha d'água, permitindo-a submergir durante os períodos de elevada pluviosidade. Em 1982, a Ponte Banpo foi construída acima da Ponte Jamsu, formando uma espécie de ponte de "dois andares".